# António Fernandes
António Fernandes (nascut el 18 d'octubre de 1962) és un jugador d'escacs de Pampilhosa da Serra, Portugal. Fernandes va esdevenir Mestre Internacional (IM) el 1985 i va obtenir el títol de Gran Mestre (GM) el 2003.
A la llista d'Elo de la FIDE del novembre de 2015, hi tenia un Elo de 2394 punts, cosa que en feia el jugador número 6 (en actiu) de Portugal. El seu màxim Elo va ser de 2487 punts, a la llista del gener de 2003 (posició 726 al rànquing mundial).

## Resultats destacats en competició
Ha estat 14 cops Campió de Portugal en els anys 1980, 1983, 1984, 1985, 1989, 1990, 1991, 1992, 1996, 2001, 2006, 2008, 2014 i 2015, igualant en el palmarès amb el MI Joaquim Durão

### Participació en olimpíades d'escacs
Fernandes ha participat, representant Portugal, en onze Olimpíades d'escacs en els anys 1980 i 2012 (cinc cops com a 1r tauler), amb un resultat de (+67 =43 –57), per un 53,0% de la puntuació. El seu millor resultat el va fer a les Olimpíada del 1992 en puntuar 7 de 9 (+5 =4 -0), amb el 77,8% de la puntuació, amb una performance de 2612, i que li significà aconseguir la medalla de bronze individual del segon tauler.